# Göta älv
Göta älv (švedska izgovorjava: [ˈjø̌ːta ˈɛlv]; 'Reka (Geatov)') je reka, ki se izliva iz jezera Vänern v Kattegat pri mestu Göteborg na zahodni obali Švedske. Nastala je ob koncu zadnje poledenitve kot odtočni kanal iz Baltskega ledenega jezera v Atlantski ocean in ima danes največji drenažni bazen v Skandinaviji.
Göta älv teče v Gotlandiji, reka sama pa je bila najdišče zgodnje naselbine Geatov. Dolga je 93 km. Trdnjava Bohus stoji ob reki pri Kungälvu. Tam se reka razdeli na dva dela, pri čemer je severni del Nordre älv, južni del pa ohrani ime Göta älv; oba kraka reke obdajata otok Hisingen.
Pri Trollhättanu so v reki jez, zapornice in hidroelektrarna. Zaradi zapornic je reka plovna, tudi za velike tovorne ladje (dolge 88 m). Umetni deli se imenujejo kanal Trollhätte. Reka in kanal sta del večinoma celinske plovne poti, Götskega prekopa, ki se razteza čez celotno Švedsko do Baltskega morja južno od Stockholma.
Elektrarna je oskrbovala z električno energijo težko jeklarsko industrijo, skoncentrirano okoli slapov Trollhättan, kar je prispevalo k njeni industrijski revoluciji. V poletnih mesecih se preliv jezu vsak dan odpre za nekaj minut in turisti se zbirajo, da bi opazovali vodo, ki hiti po reki (slika).
Obstajajo pomisleki glede tega, ali je največji dovoljeni pretok 1000 m3/s dovolj v primeru, ko močno deževje poplavi jezero Vänern in povzroči znatno škodo. Prej se je zdelo, da to v resnici ni mogoče, a leta 2001 je bilo jezero poplavljeno skoraj 1 m nad najvišjo gladino (in nekatera jezera gorvodno, kot je Glafsfjorden, so poplavila 3 m). V teh razmerah je bil Göta älv več mesecev dovoljen pretok 1100 m3/s, kar je povzročilo veliko tveganje za zemeljske plazove. Zdaj se kot reševalna rešitev obravnava vodni predor med Vänersborgom in Uddevallo.
Ob reki obstaja veliko tveganje za zemeljske plazove in obstajajo zgodovinski zapisi o 15 zemeljskih plazovih. Največji se je zgodil v letih 1150, 1648, 1950, 1957 in 1977 (zemeljski plaz Tuve).

## Ime v drugih jezikih
V stari nordijski kulturi se je reka imenovala Gautelfr;v islandščini je Gautelfur; v norveščini pa se včasih prevaja kot Gøtelv.

## Pretok vode in topografija
Povprečni pretok vode na ustju je približno 570 kubičnih metrov na sekundo, največji pretok pa približno 1000 kubičnih metrov na sekundo (povprečje za obdobje 1961–1990). Območje porečja je 50.229 kvadratnih kilometrov (vključno z vsemi pritoki jezera Vänern), od tega je 42.468 kvadratnih kilometrov na Švedskem, preostanek pa na Norveškem. Dolina reke Göte je območje približno 850 kvadratnih kilometrov, v približno 4 kilometre širokem koridorju vzdolž reke Göte, od jezera Vänern do Agnesberga v občini Göteborg. Dolina se nato nadaljuje kot tektonska cona čez dolino Säveå in gre proti Kungsbacki, kjer se nadaljuje na vzhodni strani Onsalalandeta. Še bolj proti jugu se dolina nadaljuje v skalno podlago Kattegata.
Topografija je 0–100 metrov nad gladino reke, medtem ko relativni relief – razdalja med najvišjo in najnižjo ravnijo skalne površine v dolini – znaša 200–250 metrov, kar je enako najglobljim fjordom v Bohuslänu.
Reka Göta je tako po pretoku vode kot po površini porečja največja reka na Švedskem. Največji pritok jezera Vänern je Klarälven. Šteto od izvira Klarälven, ki je v zahodnem Härjedalenu, reka Göta tvori tudi zadnji del najdaljše švedske reke, ki se običajno imenuje reka Klarälven–Göta, s skupno dolžino 756 kilometrov od izvira do morja.
Dejanska reka Göta izteka iz jezera Vänern pri Vargönu, vzhodno od Vänersborga, in teče proti jugu preko Trollhättana, Lilla Edeta, Aleja in Kungälva, kjer se razdeli na dva kraka. Severni krak se imenuje Nordre älv, južni krak pa ohrani ime Göta älv (imenovan tudi Göteborgsgrenen). Oba se izliva v Kattegat, le nekaj več kot miljo narazen. Med tema dvema krakoma je otok Hisingen. Do 75 odstotkov vodnega toka se izliva v Nordre älv. Čas pretoka od jezera Vänern do morja je 1,5–5 dni. Skupni nivo vode med jezerom Vänern in morjem je 44 metrov. Pri jezu elektrarne v Trollhättanu se gladina vode skozi Trollhättefallen zniža za približno 33 metrov.
Ena najpomembnejših uporab reke je vir pitne vode za skoraj 700.000 ljudi, ki vodo v celoti ali delno dobivajo iz reke Göta. Reko uporablja tudi industrija za hladilno in tehnološko vodo, kot sprejemnik odpadne vode, za proizvodnjo energije in kot vodno pot.

## Geološki razvoj
Od ledene dobe do danes so se zgodile velike spremembe. Ledena plošča je izginila z območja Göteborga pred približno 14.500 leti. Nekaj več kot 2000 let pozneje se je led stopil s celotnega območja Götaälvdalen. Zaradi hitrega dvigovanja kopnega se je rečna dolina pred 11.000 leti iz arhipelaga razvila v morsko ožino. Jezero Vänern je bilo kot notranje morje s povezavami z odprtim morjem prek številnih ozkih prelivov. V tem času je ledena plošča še vedno pokrivala severno območje Vänerna. Pred nekaj več kot 10.000 leti, ko se je podnebje otoplilo, je jezero Vänern postalo notranje jezero.
V kamninski podlagi območja Göta älvdalen prevladuje gnajs, vendar so prisotni tudi elementi diabaza in granita. Göta älvdalen je izrazita riftna dolina z dobro razvitimi in nepravilnimi dolinskimi stenami. Grapasto pokrajino rečne doline so oblikovali vodna erozija, zemeljski plazovi in usadi. Dolino omejujejo pusti hribi, ki se dvigajo približno 100 m nad dnom doline. Ko se je ledena plošča stopila, so bile velike količine suspendiranega mulja in glinenih delcev odnesene v morje, kjer so se odložile kot ledeniška glina. V bližini roba ledu in med velikimi tokovi taline je nastala ledeniška glina. Po taljenju ledu so deli ledeniške gline in drugih tal postopoma erodirali. Nastala je nova vrsta tal, ki se imenuje postglacialna glina. Ko se je podnebje segrelo, se je v glini začelo odlagati tudi veliko organskega materiala, kot so alge. Ledeniška glina je popolnoma prevladujoča vrsta tal, debelina gline pa je v južnih delih običajno večja kot v severnih.
Prej se je reka razcepila nad Lindholmenom v pristaniškem bazenu Göteborga. En krak je bil še vedno obstoječi rečni kanal, drugi pa Kvillen, ki ga ne smemo zamenjevati s Kvillebäcknom. Kanal je potekal med Rambergetom in Lindholmenom ter se nadaljeval skozi Sannegårdsviken, dokler se ni pridružil glavnemu kanalu med Slotts- in Sörhallsbergnom.

## Objekti
Nekateri mostovi so
- Stålbron, železniški most čez reko Göta, prvotno zgrajen za železnico Uddevalla-Vänersborg-Herrljunga (UWHJ) leta 1867
- S svojimi 1392 metri je Stallbackabron eden najdaljših mostov na Švedskem in tudi najvišji in najdaljši most v Trollhättanu. Otvoritev je bila leta 1981.
- Dvižni most, železniški most, Trollhättan, največja čista višina 27 metrov, 2001; nadaljuje se v fiksni železniški most.
- Strömkarlsbron v Trollhättanu prečka reko Göto in služi tudi kot jez za slapove Trollhätte. Most, zgrajen leta 1908.
- Angeredsbron je približno 50 metrov visok in 930 metrov dolg most čez ceste E6, Göta älv, E45 in Norway/Vänerbanan. Most poteka med Hisings Kärro in Gårdstenom v Göteborgu vzdolž ceste E6.20.
- Hisingsbron je dvižni most čez reko Göta, ki povezuje Hisingen, Norra Älvstranden, s celinskim delom Göteborga, Södra Älvstranden. Most je bil odprt za pešce, kolesarje in avtomobile 9. maja 2021. Avtobusni promet je bil tja prestavljen 12. junija, tramvajski promet pa 16. avgusta istega leta.
- Älvsborgsbron je viseči most čez vhod v pristanišče v Göteborgu, ob ustju reke Göta. Razteza se med Sjöbergenom v Sandarni na celini in Färjenäsom v Färjestadnu na Hisingenu. Most ima skupno dolžino 900,6 metra in razpon 417,6 metra, kar je bil najdaljši v državi, ko je bil odprt leta 1966.

Predora
- Predor Tingstad je cestni predor, tako imenovani potopljeni predor, pod reko Göta, ki preko avtoceste E6 povezuje Hisingen s preostalim delom celine Göteborga. Predor, ki je pravzaprav dve cevi s tremi voznimi pasovi, je dolg 455 metrov.
- Predor Marieholm je cestni predor, dolg približno 500 metrov, pod reko Göta v Göteborgu, ki meji na Partihallsförbindelsen. Predor je pomembna povezava med Hisingenom in pristaniščem Göteborg na vzhodu ter predstavlja alternativo predoru Tingstad, ki je približno 700 metrov južno od predora Marieholm.

Hidroelektrarna
Prva faza elektrarne Olidan je bila odprta leta 1910, elektrarna pa je bila dokončana leta 1921. Olidan je bil prvi večji hidroelektrarni na Švedskem, prilagojen za pretok vode 250 kubičnih metrov na sekundo in je bila največja elektrarna na Švedskem do 40. let prejšnjega stoletja. Danes lahko objekt prečrpa 950 kubičnih metrov na sekundo, njegova moč pa je 220 megavatov. Na dan slapov se odprejo jezovi in današnji turisti lahko izkusijo delček moči nekdanjih slapov.
Zajem surove vode
Iz reka se zajema surova voda za občine Trollhättan, Lilla Edet, Ale, Kungälv, Göteborg, Mölndal, Partille in Öckerö. Pri zajemu surove vode pri Lärjeholmu se na sekundo zajame približno 2000 litrov vode. Približno polovica zajete vode se odvaja neposredno v vodovod Alelyckan. Preostanek se črpa skozi kamniti predor v Delsjöarno, ki služi kot rezervoar surove vode za drugi vodovod, Lackarebäck. Obe vodovodu skupaj vsak dan proizvedeta 170 milijonov litrov pitne vode, ki se črpa v skoraj 1800 kilometrov dolgo cevovodno omrežje. Varstveno območje reke Göta pokriva približno 28 kvadratnih kilometrov od Lärjeholma na jugu do pristanišča Surte na severu.
Gojenje rib
Z porečjem reke Göte dolvodno od jezera Vänern sta povezani dve ribogojnici. Ena ribogojnica lososov je v Antenu in ena v Delsjönu (ribogojnica Sjölyckans). Nekoč je bila ribogojnica v Vargönu zunaj Vänersborga, vendar je bila zaprta.
Ribogojnica Sjölyckans v Delsjönu proizvaja skoraj samo lososove mladice za izpust v reko Göto, pa tudi v Mölndalsån. Skupno se vsako leto izpusti približno 30.000 lososovih mladic. Poleg lososa se v manjšem številu gojijo tudi postrvi. Dejavnosti v ribogojnici Anten so se v zadnjih letih znatno zmanjšale.
Naravni rezervati
Ob reki in v njej je več naravnih rezervatov, ki jih upravlja Fundacija Zahodne obale, med njimi:
- Brattorpsån je naravni rezervat v župniji Hjärtum. Večinoma je sestavljen iz soteske, ki jo je ustvarila reka. Zaščiten je od leta 2002 in obsega 47 hektarjev.
- Naravni rezervat Halle- in Hunnebergs je bil stanovljen 1982, hkrati s sestrskim rezervatom Halle-Hunnebergs platåer.
- Älvrummet je naravni rezervat, ki meri 61 hektarjev in je zaščiten od leta 2009. Sestavlja ga dolina, ki obdaja reko Göto in njene slapove.
- Åkerström je naravni rezervat; je rodovitna, gričevnata pokrajina, ki se spušča proti reki Göti. Večino rezervata predstavljajo pašniki s štrlečimi skalnimi izdanki, pokritimi z iglastim gozdom.
- Planota Dösebacka (ali planota Dössebacka) je naravni rezervat, ki ga sestavljajo prodnati nanosi, ki jih je oblikovala ledena plošča. Takšna formacija se imenuje tudi drumlin. PV tamkajšnji gramoznici so našli fosilne najdbe mamuta in mošusnega vola.